# Karmøy (ø)
Karmøy er en ø i den nordvestlige del af i Rogaland fylke i Norge, sydvest for Haugesund. Hele øen ligger i kommunen med same navn, Karmøy. Øen er 30 km lang og op til 6,5 km bred, og har et areal på 176,8 km² og er dermed den største ø i Rogaland. Mellem øen og fastlandet går Karmsundet, der lige syd for Haugesund krydses af den 691 meter lange Karmsund bro, hvor det snævrer ind til Salhusstraumen.
De største bosættelser på Karmøy er Kopervik, Åkrehamn, Skudeneshavn og Avaldsnes. På den nordligste del af øen ligger Haugesund Lufthavn, Karmøy.